# Xói mòn thủy động
Xói mòn thủy động là quá trình loại bỏ các trầm tích như phù sa, cát và sỏi từ xung quanh các vật cản đến dòng chảy trong biển, sông và kênh rạch. Xói mòn, gây ra bởi nước di chuyển nhanh, có thể làm sạch các lỗ cọ rửa, làm tổn hại đến tính toàn vẹn của cấu trúc. Đó là sự tương tác giữa thủy động lực học và các đặc tính địa kỹ thuật của chất nền. Đó là một nguyên nhân đáng chú ý của sự cố cầu và một vấn đề với hầu hết các cấu trúc biển được hỗ trợ bởi đáy biển trong các khu vực có dòng thủy triều và đại dương quan trọng. Nó cũng có thể ảnh hưởng đến các cộng đồng sinh học và tài sản được xem là di sản.

## Cơ chế
Bất kỳ sự tắc nghẽn nào trong nước chảy sẽ tạo ra những thay đổi về vận tốc trong cột nước. Sự thay đổi dòng chảy xảy ra trong vùng lân cận của chất nền có thể gây ra chuyển động khác biệt trong vật liệu dưới lòng gần vật cản. Độ lớn của những thay đổi này thay đổi theo tốc độ dòng, hình dạng đặc trưng và đặc tính cơ chất. Nói chung, lòng suối được đào sâu ở đầu thượng nguồn của vật cản và vật liệu được lấy ra khỏi chất nền thường được lắng đọng ở các khu vực được che chở phía sau hoặc liền kề với vật cản nơi vận tốc địa phương giảm đủ. Trong điều kiện vận tốc dòng chảy cao, vật liệu dưới lòng di động và cấu trúc được sắp xếp kém có độ sâu quét có thể khá sâu.